# Дейвид Улф
Дейвид Александър Улф (на английски: David Alexander Wolf) е американски лекар и астронавт на НАСА, ветеран от четири космически полета и дълговременен престой от 128 денонощия на космическата станция Мир.

## Образование
Дейвид Улф е завършил елитния колеж North Central High School в Индианаполис, Индиана през 1974 г. Получава бакалавърска степен по електроинженерство от университета Пардю през 1978 г. През 1982 г. завършва медицина в университета на щата Индиана. От 1983 г. има клинична специалност вътрешни болести, която придобива в Методистката болница в Индианаполис. Владее перфектно писмено и говоримо руски език.

## Служба в НАСА
Дейвид Александър Улф започва работа в НАСА през 1983 г., когато е назначен в департамента по научна медицина в космическия център Линдън Джонсън, Хюстън, Тексас. Избран е за астронавт от НАСА на 13 януари 1990 г., Астронавтска група №13. Той е ветеран от четири космически полета, дълговременен престой на космическата станция Мир и седем космически разходки с обща продължителност 41 часа и 17 мин. През 1994 – 1995 г. преминава курс на обучение в Москва, Русия и получава квалификация „бордови инженер“ на космическа станция Мир.

### Полети
| Космически полети на Дейвид Александър Улф          | Космически полети на Дейвид Александър Улф | Космически полети на Дейвид Александър Улф | Космически полети на Дейвид Александър Улф | Космически полети на Дейвид Александър Улф        | Космически полети на Дейвид Александър Улф | Космически полети на Дейвид Александър Улф |
| №                                                   | Дата                                       | КК                                         | Емблема на мисията                         | Функции                                           | Продължителност                            |                                            |
| --------------------------------------------------- | ------------------------------------------ | ------------------------------------------ | ------------------------------------------ | ------------------------------------------------- | ------------------------------------------ | ------------------------------------------ |
| 1                                                   | 18 октомври 1993                           | „Колумбия“, мисия STS-58                   |                                            | Специалист на мисията                             | 14 денонощия 00 часа 12 мин. 32 сек.       |                                            |
| 2                                                   | 25 септември 1997                          | „Атлантис“, мисия STS-86                   |                                            | Специалист на мисията, бординженер на станция Мир | 128 денонощия                              |                                            |
|                                                     | 31 януари 1998                             | „Индевър“, мисия STS-89                    |                                            | Специалист на мисията                             | Приземяване с мисия STS-89                 |                                            |
| 3                                                   | 7 октомври 2002                            | „Атлантис“, мисия STS-112                  |                                            | Специалист на мисията                             | 10 денонощия 19 часа 58 мин. 44 сек.       |                                            |
| 4                                                   | 16 септември 1996                          | „Индевър“, мисия STS-127                   |                                            | Специалист на мисията                             | 15 денонощия 16 часа 44 мин. 58 сек.       |                                            |
| Сумарно време в космоса – 168 дни 08 часа 57 минути |                                            |                                            |                                            |                                                   |                                            |                                            |

## Награди
- Медал на НАСА за участие в космически полет (4).
- Медал на НАСА за изключителни инженерни постижения.